# 계북면
계북면(Gyebuk-myeon, 溪北面)은 대한민국 전북특별자치도 장수군의 면 단위 행정구역 중 하나이다.

## 연혁
삼국시대에는 백제의 영역으로 백해군(백이군)의 관할 구역에 있었다. 통일신라 이후 757년 경덕왕 16년에 군, 현의 명칭을 고침에 따라 백해군을 벽계군으로 개칭한 뒤에도 계북면은 벽계군의 관할 구역에 속했던 것 같으나 솔개재(현재는 송치(솔고개재)로 잘못 부르고 있음) 이북, 군 지금의 원양지구 (원촌, 양악)와 안성면(무주군) 일부지역(주고, 마암)에는 양촌소(양악소)를 양악마을에 설치해서 벽계군이 관할했던 것 같다. 지금도 양악마을에는 동헌터, 악터, 저자터였었다는 곳이 구전되어 온다. 또한 일설에는 삼한 78 부족국의 고을로 추측되는 양촌골이 양악마을에 있었다는 전설도 있다.
- 고려시대 : 양촌현
- 조선말기 : 임북면
- 1914년 계북면
- 1914년 12월 26일 : 진안군 동향면 일부 편입(0.416km2 22세대 72명)

## 행정 구역
- 월현리
- 매계리
- 농소리
- 어전리
- 임평리
- 원촌리
- 양악리